# ميكو يختونين
ميكو يختونين (بالفنلندية: Mikko Lehtonen)‏ (و. 1978  م) هو لاعب هوكي الجليد، فنلندي، مركز لعبه هو مدافع.

## روابط خارجية
- ميكو يختونين على موقع دوري الهوكي الوطني (الإنجليزية)
- ميكو يختونين على موقع قاعة مشاهير الهوكي (لاعب أن.إتش.أل) (الإنجليزية)
- ميكو يختونين على موقع EliteProspects.com (الإنجليزية)
- ميكو يختونين على موقع HockeyDB.com (الإنجليزية)
- ميكو يختونين على موقع Hockey-Reference.com (الإنجليزية)